# Splendrillia boucheti
Splendrillia boucheti é uma espécie de gastrópode do gênero Splendrillia, pertencente a família Drilliidae.